# Lista lojilor masonice din România
Aceasta este o listă ce cuprinde lojile masonice din România (ateliere și obediențe).

## Ateliere (lojile albastre)

### București și Ilfov
- Academica
- Adoniram 123
- Adrian Dohotaru
- Agora
- Albert Pike
- Alexandru Ioan I
- Anderson 1723
- Andrei Mureșanu
- Arta Regală
- Athenaeum
- Atlantida
- Balcani
- Balmung
- Benjamin Franklin
- Bona Fide
- București
- C.A. Rosetti
- Calea Inimii
- Călugăreni
- Cantacuzino
- Carol Davila
- Carpathia
- Cavalerii Aqvilei
- Cavalerii Libertății
- Cavalerii Luminii
- Cavalerii României
- Cavalerii Sf. Andrei
- Cavalerii Sf. Gheorghe
- Cavalerii Sf.Raphael
- Cavalerii Templului
- Cezar Bolliac
- Coloana Înțelepciunii
- Colosseum
- Columna
- Concordia
- Constantin Bărbulescu
- Constantin Brâncuși
- Constantin Mavrocordat
- Coroana României
- Costin Mihăescu
- Dale Woodward
- Decebal
- Delta
- Delta Dunării
- Demnitate și Frăție
- Demnitatea Românească
- Diamant
- Dreptate și Frăție
- Echerul de Aur
- Edmond Nicolau
- Egalitatea
- Enoch
- Etica
- Europa Unită
- Excelsior
- Fiii României
- Forum
- Frăția
- Frăția Sfântul Ioan
- Gaudeamus
- George Eriescu
- George Washington
- Gheorghe Comănescu
- Giuseppe Garibaldi
- Giuseppe Mazzini
- Grifin
- Heliopolis
- Hermes
- Hermes Trismegistus
- Hiram
- Horus
- Humanitas
- Hymnum Vitae
- I.C. Brătianu
- I.G. Duca
- Iris
- Isaac Newton
- Isik
- Izvorul Înțelepciunii
- Jacques de Molay
- Kogaion
- Lafayette
- Lanțul Masonic
- Lâna de Aur
- Legenda lui Hiram
- Leonardo da Vinci
- Leroboam
- Les Sages d'Heliopolis
- Logos
- Luca Pacioli
- Luceafărul
- Luceafărul Libertății
- Lumina
- Lumina Lex
- Lumina Masonică
- Lumină și Adevăr
- Lumina Taborului
- Lux et Veritas
- Magistri Lapidum
- Magnum Opus
- Memento Mori
- Memphis
- Mereu rius
- Meșterul Manole
- Mihail Kogălniceanu
- Millenium
- Mircea cel Bătrân
- Morphosis
- Mozart
- Nat Granstein
- Nicolae Bălcescu
- Nicu Filip
- Nomine Mircea Sion
- Noua Europă
- Noua Românie
- Novus Ordo
- Opera Magna
- Osiris
- Patria
- Perfecta Armonie
- Philadelphia
- Phoenix
- Phoenix, Est, Patria
- Phoenixa Europei Unite
- Platon
- Poarta Stelelor
- Prometeu
- Providența
- Regele Solomon
- Rigas Fereos
- Robert W. Woodward
- Romana
- România Modernă
- România Unită
- Rosslyn
- Roza Vânturilor
- Scara lui Iacov
- Sette Coronati
- Sever Frentiu
- Sf. Ioan
- Sfânta Frăție
- Solomon
- Sothis
- Spiru Haret
- Steaua Dunării
- Steaua Polară
- Steaua României
- Ștefan Golescu
- Ta Gematria
- Tăcerea
- Tatra
- Templul lui Solomon
- Templul Umanității
- Terra
- Titu Maiorescu
- Toleranța
- Toleranță și Fraternitate
- Tracia
- Triunghiul Sublim
- Ulpia Traiana
- Uniunea Inimilor
- Universum
- Valahia
- Veritas
- Vladimir Boanță
- Virtutea Masonica
- Willlam Preston
- Zamolxis

### Alba
- Apulum:  Arhivat în 1 iulie 2013, la Wayback Machine.
- Alba Carolina
- Avram Iancu
- Horea, Cloșca și Crișan
- Matei Corvin

### Arad
- Concordia
- Fraternitatea
- Szechenyi
- Sapere Avde
- Ziridava

### Argeș
- Armonia
- Ion C. Brătianu
- Frații Bratieni
- Neagoe Basarab
- Unirea
- Frații Golești
- Radu Negru
- Renașterea

### Bacău
- Costache Negri
- Dragoș Vodă
- Vasile Alecsandri

### Bihor
- Țara Crișurilor
- Emanoil Gojdu
- Szent László

### Bistrița Năsăud
- Grigore Moisil
- Horea
- Vaida-Voevod

### Botoșani
- Terra Dacorum
- Coroana lui Stefan cel Mare
- Steaua Nordului
- Garibaldi

### Brașov
- Agora Mundi
- Axis Mundi - Sinaia
- Cavalerii lui Orfeu
- Coroana din Carpați
- Gloria Mundl
- Lux Aeterna
- Nicolae Titulescu
- Pax Mundi
- Rosenau
- Sfântul Andrei
- Terra Blachorum
- Transilvania Terra Dacica

### Brăila
- Cavalerii Sf. Graal
- Pitagora
- Poarta Dunării de Jos
- Steaua Brăilei

### Buzău
- Lumina
- Phoenix

### Caraș-Severin
- Lumină și Adevăr
- Noroc Bun
- Oriens
- Steaua Dimineții

### Călărași
- Danubius
- Libertatea

### Cluj
- Lucian Blaga
- Octavian Goga
- Transilvania
- Lux Academica
- Unio
- Transilvania Felix
- Înfrățirea Neamului
- Verum Potaissa
- Cei Trei Crini Albi
- Sacrum Fraternitas
- Napocensis
- Principium
- Via Veritas
- Victor Babeș
- Alexandru Vaida-Voevod
- Umaniterra

### Constanța
- Adonai
- Poseidon
- Adoniram
- Anghel Saligny
- Balan
- Cavalerii de Mangalia
- Cavalerii Dobrogei
- Cavalerii lui Mircea
- Colosseum
- Demnitatea Pontica
- Dobrogea Unită
- Farul Ospitalier
- Glykon
- Maeștrii Tomitani
- Marea Neagră
- Minerva
- Ovidius
- Pitagora
- Sf. Andrei
- Steaua Dobrogei
- Steaua Sudului
- Tomis
- Uzun Hasan [1]

### Covasna
- Alutus
- Saint George

### Dâmbovița
- I.H. Rădulescu

### Dolj
- Armonia
- Aurora
- Basarab
- Oltenia
- Cetatea Baniei
- Mihai Viteazul
- Pelendava
- Fratii Buzesti

### Galați
- Costache Conachi
- Del Chiaro
- Demnitatea Danubiană
- Steaua Dunării

### Giurgiu
- Sf. Gheorghe

### Gorj
- Gor Jiu
- Cavalerii Mesei Tacerii

### Harghita
- Arca Improbus
- Eterna Luce

### Hunedoara
- Înfrățirea Neamului
- Mistria
- Sarmisegetusa
- Steaua Cetății de la Or
- Zamolxe
- Elisabeta Szilagyi (Marele Orient al Romaniei)

### Ialomița
- Matei Basarab
- Soarele Libertății

### Iași
- Accacia
- Al. I. Cuza
- Dimitrie Cantemir
- Hiram
- Junimea
- Mihail Sadoveanu
- Petru Rareș
- Renașterea
- Sophia
- Vasile Pogor
- Zorile

### Maramureș
- Bogdan Vodă
- Delta
- Hiram din Tyr
- Omega
- Tisa

### Mehedinți
- Apolodor
- Cavalerii Danubieni
- Hiram 1880
- Paradox
- Steaua lui Sever

### Mureș
- Al. P. Ilarian
- Petru Maior
- Școala Ardeleană
- Bethlen Gabor

### Neamț
- Moldova
- Osiris
- Steaua Moldovei

### Olt
- Constantin Moroiu
- Dan Amedeo Lăzărescu
- Iancu Jianu
- Oltul
- Romanați

### Prahova
- Accacia
- Columna lui Traian
- Concordia 1869
- Fraternitatea
- Prahova

### Satu Mare
- Sirius
- Govoriana - La Mircea

### Sălaj
- Steaua Europei unite
- Zamolxis

### Sibiu
- Ardealul
- Astra
- Atlas (Marele Orient al Romaniei)
- Cibinium
- Janus (Marele Orient al Romaniei)
- Octavian Goga
- Phoenix (Marele Orient al Romaniei)
- Saint Andreas
- Samuel von Brukenthal
- St. Ludvig Roth

### Suceava
- Bucovina
- Steaua Bucovinei.

### Teleorman
- Nostradamus

### Timiș
- Banat
- Cavalerii Sf.Iosif
- Cavalerii Sf. Ioan
- Concordia
- Echerul și Compasul
- Eftimie Murgu
- Egalitatea
- Eugeniu de Savoya
- Helios
- Ignatius von Born
- Meridianus
- Pax
- Phoenix
- Solidaritatea
- Tibiscum
- Trei Crini Albi
- Oamenii Liberi-Marele Orient al României
- Veritas-Marele Orient al României
- Leonardo da Vinci-Marele Orient al României
- Apollo-Marea Loja Sapientia et Veritas
- Humanitas Lugoj - Marea Lojă Sapientia et Veritas

### Tulcea
- Progresul Dobrogei
- Steaua Deltei Dunării

### Vaslui
- Aprodul Purice
- M.K. Epureanu
- Podul Înalt
- Steaua Moldovei
- Ștefan cel Mare

### Vâlcea
- Anton Pann
- Barbu Știrbei
- Cozia
- Generalul Magheru

### Vrancea
- Duiliu Zamfirescu
- Vrancea

## Obediențe
Exista mai multe obediente recunoscute de Marile Loji din Lume :
- Marea Lojă Regulară Europa Unită
- Rituri de perfecționare sunt:
- Ritul Scoțian Antic și Acceptat din România
- Ritul York
- Anticul și Primitivul Rit de Memphis și Misraim
- Obediențe NEREGULARE:
- Toate obediențele menționate în continuare
- Dreptul Uman din România (feminină)
- Marea Lojă Feminină a României
- Marea Lojă Națională Unită din România
- Marea Lojă Regulară a României
- Marea Lojă Suverană a Daciei
- Marele Ordin Feminin Român
- Marele Orient al României
- Marea Lojă Tradițională din România http://mltdr.ro/ Arhivat în 26 septembrie 2019, la Wayback Machine.